# Appomattox (statua)
Appomattox è una statua in bronzo che ricorda i soldati di Alexandria, nella Virginia, che morirono mentre combattevano per la Confederazione durante la guerra civile americana. Il memoriale si trovava al centro dell'intersezione tra la South Washington Street (Virginia Route 400) e la Prince Street nel quartiere Old Town di Alexandria.
Il National Park Service aggiunse il monumento al National Register of Historic Places nel 2017. La statua venne rimossa il 2 giugno del 2020, durante le proteste nazionali nelle quali dei vandali deturparono delle statue dell'era della segregazione dopo la morte di George Floyd a Minneapolis, nel Minnesota, avvenuta il 20 maggio.

## Storia

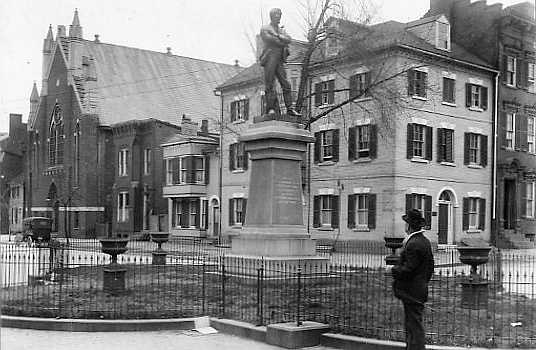
L'opera in una fotografia risalente al 1920 circa.

Nel 1889, lo scultore M. Caspar Buberl fuse la statua, commissionata ed eretta dallo schieramento di Robert E. Lee dei Veterani Confederati Uniti (United Confederate Veterans, UCV). L'aspetto del soldato fu ideato da John Adams Elder, che lo modellò ispirandosi a un quadro omonimo che ritrae un soldato confederato da solo che guarda le conseguenze della battaglia di Appomattox, dove il generale Robert E. Lee si arrese al generale unionista Ulysses S. Grant.
La cerimonia di inaugurazione si tenne il 24 maggio del 1889 e vi partecipò una folla ampia. Venne notato che, a mezzogiorno di quel dì, una grande affluenza di visitatori aveva invaso la città di Alexandria per prendere parte alla cerimonia, che fu supervisionata da Fitzhugh Lee, l'allora governatore della Virginia. Era anche presente Joseph E. Johnston, un ex-generale confederato dell'armata del Tennessee. L'UCV previde la controversia che sarebbe sorta sul monumento. Pertanto, nello stesso anno, presentarono una petizione alla Camera dei delegati della Virginia per farlo proteggere da una legge statale.
Nelle prime ore del sabato, il 20 agosto del 1988, un furgone si schiantò contro il monumento, facendo cadere la statua dalla sua base. Successivamente, il consiglio cittadino di Alexandria votò per ripristinare il monumento, nonostante le obiezioni del sindaco Jim Moran e di alcuni degli abitanti afroamericani della città, tra i quali il presidente della sezione cittadina della National Association for the Advancement of Colored People (NAACP).
Lo schianto portò alla luce una capsula del tempo che era stata posta alla base della statua. Un uomo che viveva in un YMCA vicino fuggì poi con la capsula, provocando un'indagine della polizia. Dopo che un investigatore trovò il ladro, l'uomo lasciò che il ricercatore restituisse la capsula con il suo contenuto intatto alle Figlie unite della Confederazione (United Daughters of the Confederacy, UDC), alle quali apparteneva la statua.
Nel settembre del 2016, dopo un periodo di dibattito pubblico, il consiglio cittadino di Alexandria votò all'unanimità per spostare la statua nel prato del Lyceum, un museo di storia della città situato all'angolo dell'intersezione. Tuttavia, allora i legislatori dello stato si rifiutarono di introdurre una legislazione per rendere possibile ciò, rendendo improbabile la sua attuazione.
Il 16 marzo del 2017, il dipartimento per le risorse storiche della Virginia (Virginia Department of Historic Resources) mise la statua dell'Appomattox nel registro dei monumenti virginiani. Il National Park Service inserì la statua nel National Register of Historic Places (NRHP) il 12 giugno del 2017. Il modulo di registrazione dell'NRHP, che aveva preparato la presidente di una sezione virginiana delle UDC, affermava che "la proprietà incarna le caratteristiche particolari di un tipo, un periodo o un metodo di costruzione o rappresenta l'opera di un maestro, o possiede degli alti valori artistici, o rappresenta un'entità importante e distinguibile le cui componenti mancano di una distinzione individuale." Il modulo di registrazione affermava inoltre: "La statua non è stata intesa per glorificare un'ideologia, ma per ricordare coloro che sacrificarono tutto."
Nell'agosto del 2017, dei membri del Partito Democratico che prestavano servizio nell'assemblea generale della Virginia dichiararono che volevano proporre un disegno di legge che avrebbe permesso alla città di Alexandria di rimuovere la statua. Durante la sessione dell'assemblea generale del 2018, il delegato democratico di Alexandria Mark Levine presentò due di questi disegni di legge per raggiungere questo scopo - uno soltanto per l'Appomattox e l'altro che garantiva un controllo locale di tutti i memoriali confederati della Virginia - ma entrambi decaddero per dei voti 6 a 2 in un sottocomitato legislativo.
Il 14 dicembre del 2019, di sabato, un automobile si schiantò contro il monumento alle 2.00 del mattino circa, spostando la statua dalla sua base e spaccando quest'ultima. A differenza dell'incidente del 1988, la scultura non cadde dalla sua base.

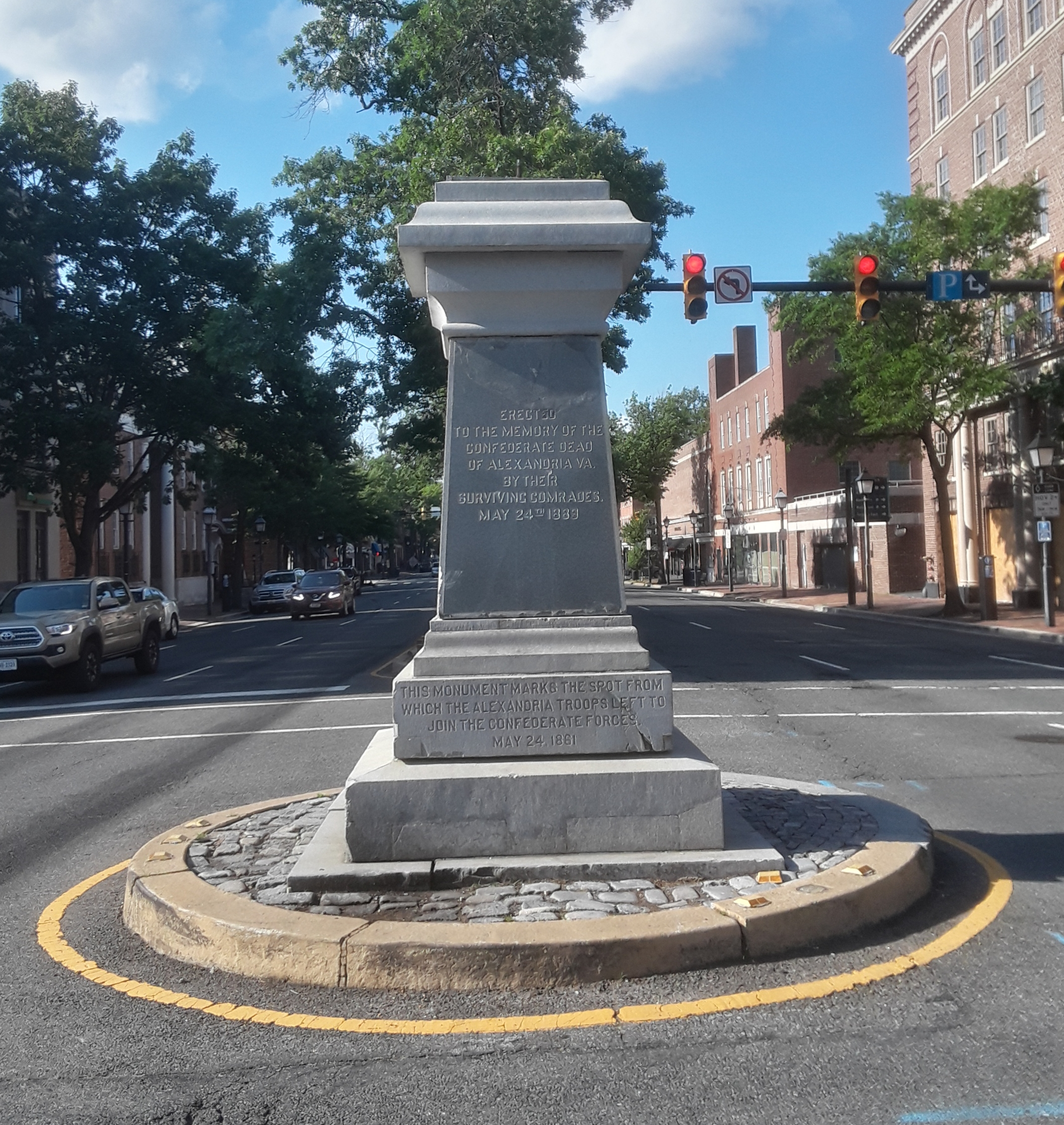
Il piedistallo il 6 giugno del 2020, dopo la rimozione della scultura.

Nel 2020, il primo anno nel quale il Partito Democratico aveva un controllo totale del governo virginiano dal 1994, i delegati democratici Delores McQuinn e Mamie Locke presentarono una legislazione che, una volta emanata, avrebbe consentito alle giurisdizioni locali di autorizzare il permesso e l'innalzamento di monumenti o memoriali per i veterani di ogni guerra o conflitto, anche la guerra civile americana. La legislazione consentiva inoltre a quei governi di rimuovere, ricollocare, contestualizzare o coprire qualsiasi monumento o memoriale di questo tipo nella proprietà pubblica della giurisdizione, eccetto quelli nei cimiteri pubblici, indipendentemente da quando il monumento o memoriale era stato eletto. La legislazione entrò in vigore il primo luglio del 2020.
Il primo giugno del 2020, le UDC chiesero un permesso per rimuovere la statua il giorno dopo. Anche se la città di Alexandria aveva pianificato di rimuovere la scultura il primo luglio (la data di entrata in vigore della nuova legge), le UDC anticiparono la data.
Il 2 giugno, degli operai rimossero la scultura del soldato per le UDC mentre la città si occupava del controllo del traffico, ma lasciarono la base intatta. Le UDC allora portarono la statua in un luogo privato, che non venne rivelato alla città. I membri dell'amministrazione cittadina si aspettavano che il piedistallo sarebbe stato rimosso a luglio e che la strada sarebbe stata cambiata per rimuovere il cerchio sul quale si ergeva la statua. In seguito, il piedistallo venne spostato nel cimitero di Alexandria, accanto a delle tombe dei confederati.

## Descrizione
La statua venne fusa nel bronzo e poggiava su una base di pietra quadrata con delle iscrizioni su ogni lato. La figura ritrae un soldato confederato solo, che stava rivolto a sud con le braccia incrociate. Il suo cappello a tesa larga era stretto nella sua mano destra ed egli guardava in basso con un'espressione fosca sul volto. Il soldato era rivolto verso sud, verso la direzione generale dei campi di battaglia della guerra civile.

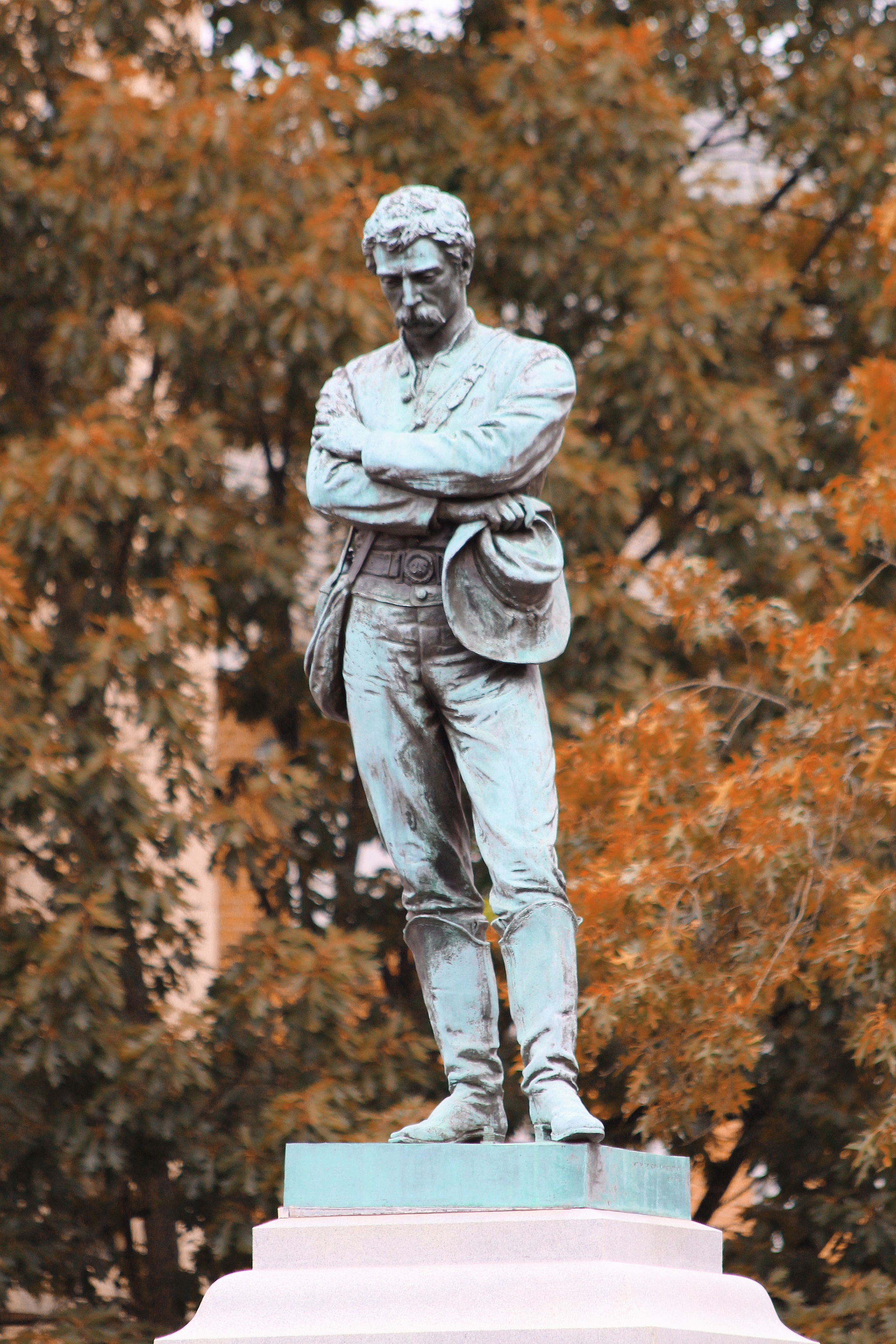
Un dettaglio della scultura del soldato confederato.

La base era fatta di cemento e marmo e presentava varie iscrizioni. L'iscrizione nel lato nord della base riportava la frase "Morirono nella consapevolezza del dovere svolto fedelmente" (They died in the consciousness of duty faithfully performed). Su quella del lato sud c'era scritto "Eretto in memoria dei confederati morti ad Alexandria, in Virginia, dai loro compagni sopravvissuti, il 24 maggio 1889" (Erected to the memory of Confederate dead of Alexandria, Va. by their Surviving Comrades, May 24th 1889). I lati est ed ovest portavano i nomi dei soldati di Alexandria che morirono nella guerra civile.
A poca distanza dal luogo dove si trovava la statua c'è una pietra con una targa di bronzo sulla quale sono incise le seguenti parole:
The unarmed Confederate soldier standing in
the intersection of Washington and Prince
Streets marks the location where units from
Alexandria left to join the Confederate Army
on May 24, 1861. The soldier is facing the
battlefields to the South where his comrades
fell during the War Between the States. The
names of those Alexandrians who died in service
for the Confederacy are inscribed on the base
of the statue. The title of the sculpture is
"Appomattox" by M. Casper Buberl.
The statue was erected in 1889 by the Robert E. Lee Camp
United Confederate Veterans.»
Il soldato confederato disarmato che si erge
nell'intersezione delle vie Washington e
Prince segna il punto dove le unità di
Alexandria partirono per unirsi all'armata confederata
il 24 maggio del 1861. Il soldato si rivolse verso
i campi di battaglia del Sud, dove i suoi compagni
caddero nella guerra tra gli stati. I
nomi degli uomini di Alexandria che morirono servendo
la Confederazione sono iscritti alla base
della statua. Il titolo della scultura è
"Appomattox" di M. Casper Buberl.
La statua fu eretta nel 1889 dai Veterani Confederati Uniti
dello schieramento Robert E. Lee.»